# L'ultima fuga
L'ultima fuga (The Last Run) è un film statunitense del 1971 diretto da Richard Fleischer.

## Trama
Un ex autista per le rapine di Chicago si è ritirato ad una vita tranquilla in un villaggio di pescatori in Portogallo. Gli viene chiesto di fare un ultimo lavoro, coinvolgendo la guida di un pericoloso truffatore e la sua ragazza in Francia. Tuttavia, il lavoro si rivela essere una trappola e il trio viene inseguito in Portogallo dove fanno un'ultima resistenza sulla costa mentre alcuni killer tentano di ucciderli.